# Dendragama
Dendragama — рід ігуаноподібних ящірок родини агамових (Agamidae). Представники цього роду мешкають в горах Барісан на заході Суматри (Індонезія). Вони живуть у вологих гірських тропічних лісах.

## Види
Рід Dendragama нараховує 4 види:
- Dendragama australis Harvey, Shaney, Sidik, Kurniawan, & Smith, 2017
- Dendragama boulengeri Doria, 1888
- Dendragama dioidema Harvey, Shaney, Sidik, Kurniawan, & Smith, 2017
- Dendragama schneideri (Ahl, 1926)

## Етимологія
Наукова назва роду Dendragama походить від сполучення слова дав.-гр. δενδρον — дерево і наукової назви роду Агама Agama Daudin, 1802.